# Askersund (stad)
Askersund is de hoofdstad van de gemeente Askersund in het landschap Närke en de provincie Örebro län in Zweden. De plaats heeft 3937 inwoners (2005) en een oppervlakte van 278 hectare. De stad is gelegen aan de noord oever van het Vättermeer.
Askersund is gesticht in de 14de eeuw. In 1643 kreeg de plaats zijn stadsrechten. De stad heeft deze stadsrechten nog steeds en is dus nog steeds een stad, hoewel het Zweeds Bureau voor Statistiek alleen plaatsen met meer dan 10.000 inwoners als stad rekent.

## Verkeer en vervoer
Bij de plaats lopen de Riksväg 49, Riksväg 50 en Länsväg 205.

## Geboren
- Ove König (1950-2020), schaatser